# Stingray (album)
Stingray è un album di Joe Cocker distribuito nel 1976 da A&M Records.

## Tracce

### Lato A
1. The Jealous Kind (Bobby Charles) - 3:51
2. I Broke Down (Matthew Moore) - 3:29
3. You Came Along (Bobby Charles) - 3:50
4. Catfish (Bob Dylan, Jacques Levy) - 5:24
5. Moon Dew (Matthew Moore) - 5:53

### Lato B
1. The Man in Me (Bob Dylan) - 2:43
2. She Is My Lady (George Clinton) - 4:37
3. Worrier (Matthew Moore) - 3:16
4. Born Thru Indifference (Joe Cocker, Richard Tee) - 6:15
5. A Song for You (Leon Russell) - 6:25